# Dronfield
Dronfield è una cittadina di 21 330 abitanti della contea del Derbyshire, in Inghilterra.

## Amministrazione

### Gemellaggi
- Sindelfingen, Germania